# 14.º Regimiento de Marines
El 14.º Regimiento de Marines (en inglés: 14th Marine Regiment, 14th Marines) es un regimiento de artillería de la reserva del Cuerpo de Marines de los Estados Unidos que está compuesto por cuatro batallones de fuego y una batería de cuartel general. El regimiento está acuartelado en Fort Worth, Texas sin embargo sus unidades están dispersas entre 19 diferentes sitios en 13  estados. Su principal sistema de armas es el  obús M777A2 que tiene un alcance máximo efectivo de 30 km sin embargo dos de sus batallones serán convertidos para que usen el sistema de armas Sistema de Cohetes de Artillería de Alta Movilidad.

## Misión
El 14.º Regimiento de Marines proporciona a la Fuerza de Tareas Aero-Terrestre de Marines con un Cuartel General de Artillería para la Fuerza con el objetivo de comandar, controlar y coordinar el apoyo de fuegos de artillería de la fuerza. A pedido, el 14.º Regimiento asume la misión de las operaciones cívico militares para la MAGTF con un enfoque en la coordinación y lograr la unidad de esfuerzo entre todas las organizaciones militares y no militares que participan en operaciones de estabilización en el espacio de batalla del MAGTF.

## Unidades subordinadas
- Batería de Cuartel General (HQ/14) - Fort Worth, Texas
- 2.º Batallón 14.º Regimiento (2/14) - Grand Prairie, Texas
- 3.ᵉʳ Batallón 14.º Regimiento (3/14) - Filadelfia, Pensilvania
- 5.º Batallón 14.º Regimiento (5/14) - Seal Beach, California

## Historia

### Primera Guerra Mundial
El 14.º Regimiento de Marines fue activado en la Base del Cuerpo de Marines de Quantico, Virginia, el 26 de noviembre de 1918. Fue creado para reemplazar al 10.º Regimiento de Marines, una unidad de artillería, que estaba siendo enviada al Polígono de Pruebas de Indian Head en Maryland para hacer la transición a los nuevos cañones navales montados en tractores de 7 pulgadas (178 mm). El 14.º de Infantería de Marina tenía un destacamento de cuartel general y diez  compañías de artillería divididas en tres  batallones. Cada compañía tenía asignada 4 oficiales, 24 suboficiales y 75 soldados. Aproximadamente un tercio de esa dotación era llenado con un núcleo de artilleros entrenados dejados atrás por el 10.º Regimiento, el resto eran infantes de marina recién entrenados apenas salidos del entrenamiento de reclutas o eran parte de un conjunto de hombres disponibles para ser desplegados a ultramar.
Durante este periodo inicial, el regimiento permaneció en la MCB Quantico y fue armado con cañones de desembarco en montajes de la  Armada de 3 pulgadas (76,2 mm). Estos cañones habían sido desarrollados por la Fábrica de Armamento Naval (en inglés: Naval Weapons Factory) durante el cambio al siglo XX. Desafortunadamente, estos cañones y su munición no eran compatibles con los cañones de campaña contemporáneos usados por el Ejército de Estados Unidos. Los días de entrenamiento consistían de tres intervalos. Las mañanas eran dedicadas a los deberes militares normales y al entrenamiento de infantería, las tardes eran usadas para entrenamiento de artillería y técnico, las noches los soldados de tropa atendían a los más de 100 caballos y mulas asignados al regimiento.
Como parte de la masiva desmovilización de las fuerzas armadas estadounidenses después de la firma de los tratados que finalizaron la Primera Guerra Mundial, el 14.º Regimiento de Marines fue desactivado en junio de 1919 y permanecería inactivo hasta la Segunda Guerra Mundial.